# Белгородский государственный национальный исследовательский университет
Белгородский государственный национальный исследовательский университет — российский университет, расположен в г. Белгороде, основан в 1876 году как Учительский институт. 

## Деятельность
В 2007 году БелГУ вошёл в число вузов-победителей конкурсного отбора образовательных учреждений высшего профессионального образования, внедряющих инновационные образовательные программы. 
В 2009 году университет стал базовым вузом Университета Шанхайской Организации сотрудничества по направлениям «Нанотехнологии», «Регионоведение» и «Экология». 
В 2010 году БелГУ получил статус национального исследовательского университета и вошёл в Ассоциацию ведущих вузов России. (Распоряжение Правительства РФ от 20 мая 2010 г. № 812-р). 
В 2015 году на базе НИУ «БелГУ» был создан Региональный микробиологический центр.
В 2017 году НИУ «БелГУ» наделен правом самостоятельно присуждать ученые степени кандидата и доктора наук, создавать диссертационные советы и устанавливать их полномочия (автономный ВАК).

## Рейтинги
В 2014 году агентство «Эксперт РА» присвоило вузу рейтинговый класс «D» означающий «приемлемый уровень» подготовки выпускников.
Вуз занял 34-е место среди ста российских вузов[когда?], осуществляющих лучшую подготовку журналистов в стране. Список был подготовлен Министерством связи и массовых коммуникаций РФ. В основу рэнкинга лёг опрос работодателей — руководителей более 110 ведущих СМИ России. Отбор же вузов для включения в список производился на основании среднего балла ЕГЭ зачисленных на соответствующие специальности студентов в 2014 году. Показатель НИУ «БелГУ» составил 20,4 балла. Для сравнения, максимальные результаты у Московского госуниверситета имени Ломоносова — 90,7 баллов, Санкт-Петербургского университета — 69,5 и Московского государственного института международных отношений — 56,1 баллов. Если оценивать ближайшие альтернативы, то Воронежский государственный университет занял 18-е место (27,3 балла), Елецкий государственный университет — 38-е (19,5), а Курский государственный университет — 72-е (15,2).
Times Higher Education — 1001+ место World University Rankings 2020, 351—400 место Emerging Economies 2020
В 2022 году вуз вошел в Международный рейтинг «Три миссии университета», где занял позицию в диапазоне 1201—1300 (54-62 место среди российских вузов)
.
Также в 2022 году занял 38 место в рейтинге RAEX «100 лучших вузов России».

## Символика
В основу эмблемы Белгородского государственного университета были положены классические геральдические символы: французский геральдический щит (наиболее распространенный в российской геральдике); в зелёном поле щита — серебряный Пегас: вверху, над Пегасом — золотая семиконечная звезда и серебряная аббревиатура БелГУ; в нижнем поле щита (золотыми цифрами) обозначена дата основания вуза — 1876 год.

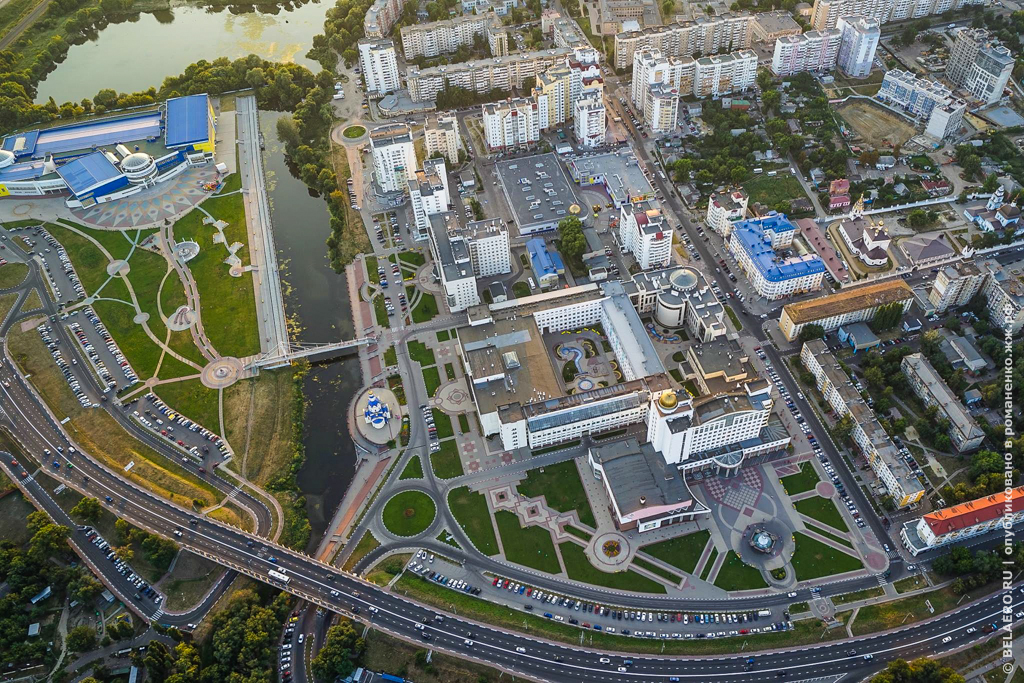
Главный корпус Белгородского государственного университета

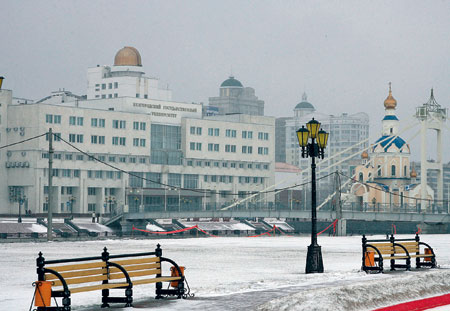
Белгородский государственный университет зимой

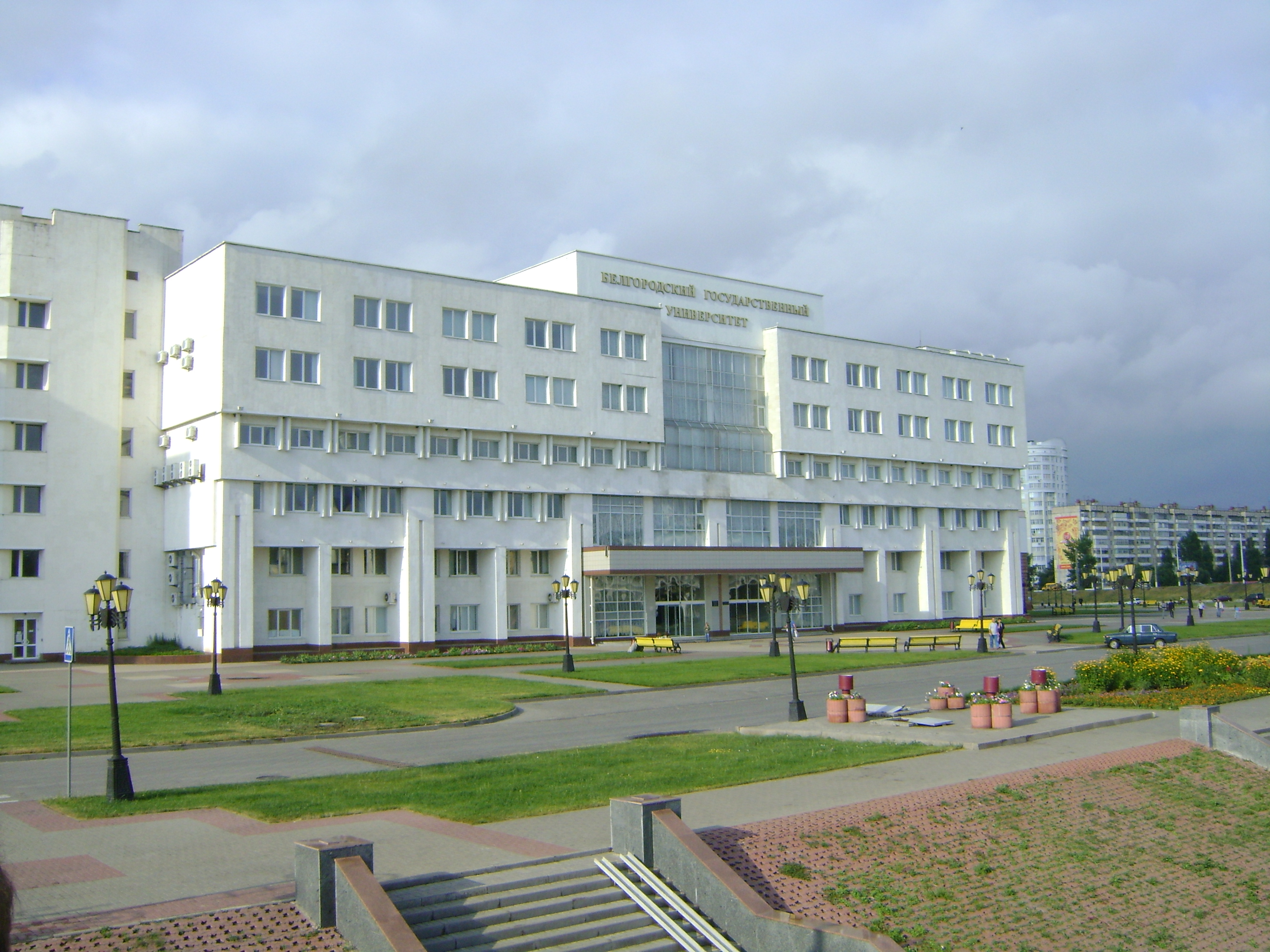
Новый корпус Белгородского государственного университета. 2009 год.

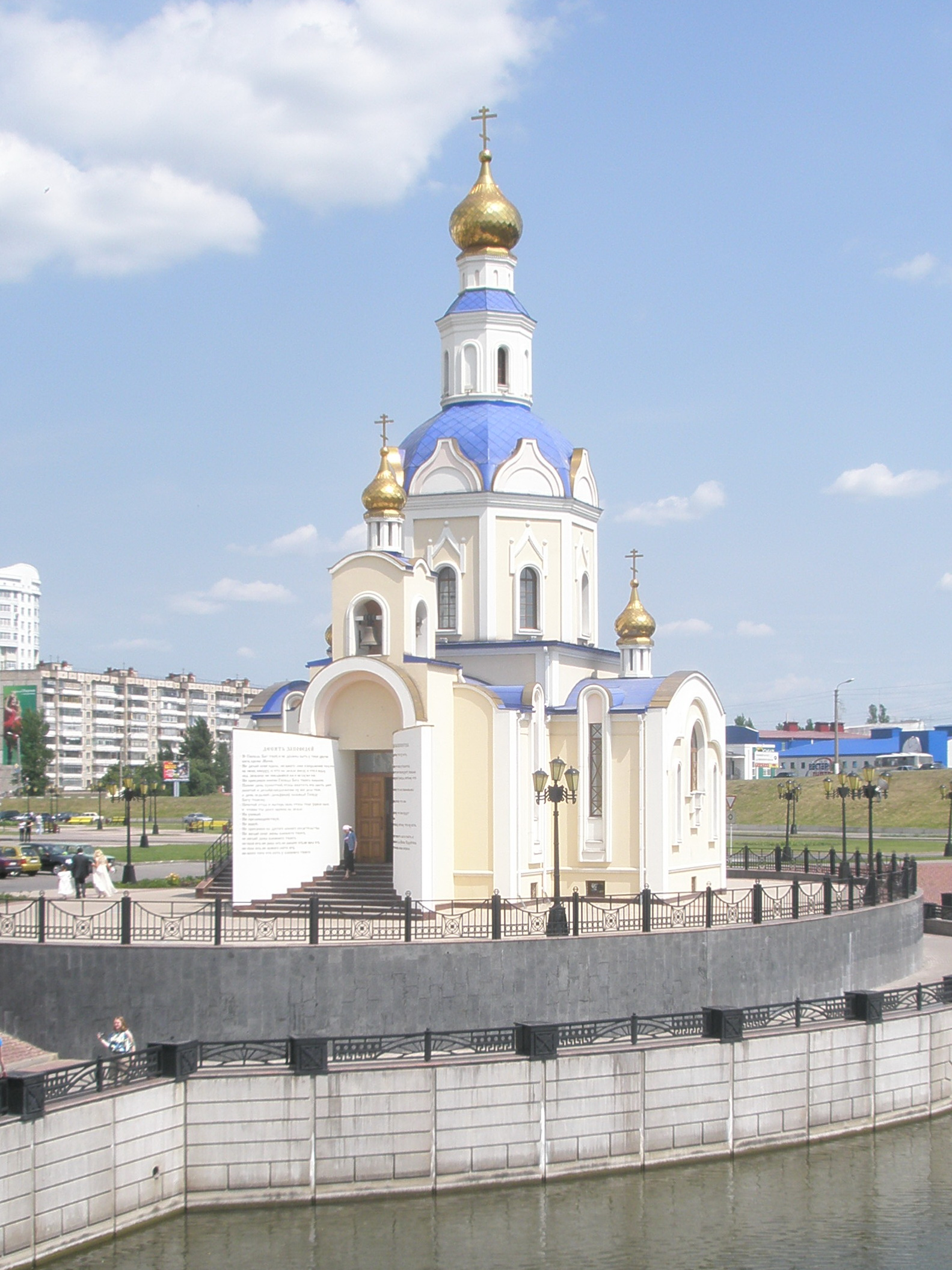
Храм Архангела Гавриила

## Структура

### Институты и факультеты
Институт юридический
Институт педагогический
- Факультет физической культуры
- Факультет дошкольного, начального и специального образования
- Факультет историко-филологический
- Факультет математики и естественнонаучного образования
- Факультет иностранных языков
- Факультет психологии

Институт медицинский
- Факультет медико-профилактического дела
- Центр дополнительного медицинского и фармацевтического образования, аккредитации и сертификации

Институт межкультурной коммуникации и международных отношений
Институт наук о Земле
Институт экономики и управления
- Высшая школа управления

Институт общественных наук и массовых коммуникаций
- Факультет журналистики
- Факультет социально-теологический имени митрополита Московского и Коломенского Макария;

Институт фармации, химии и биологии
- Фармацевтический факультет
- Биолого-химический факультет;

Институт инженерных и цифровых технологий
- Факультет математики и информатики
- Физико-технический факультет;

Факультет подготовительный

### Медицинский колледж

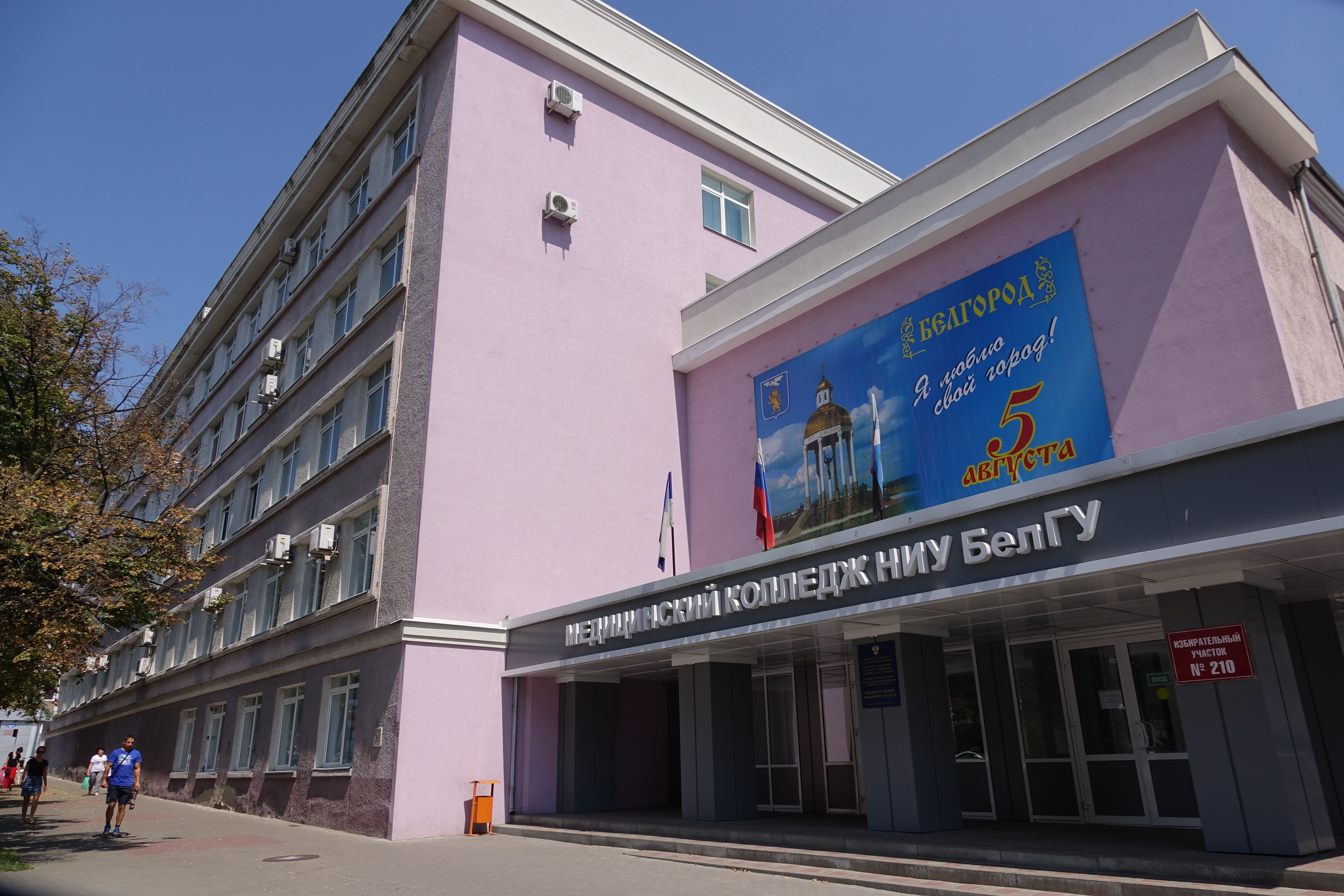
Медицинский колледж НИУ «БелГУ»

Медицинский колледж БелГУ — один из старейших колледжей России — ведёт свою историю с 1932 года, когда постановлением Совета народных комиссаров в Белгороде был открыт медицинский техникум. Располагался он в дореволюционном купеческом доме на месте современного здания[источник не указан 1983 дня].
Студенты обучаются по следующим направлениям: «Лечебное дело», «Акушерское дело», «Сестринское дело», «Стоматология профилактическая», «Стоматология ортопедическая», «Фармация», «Лабораторная диагностика», «Медицинский массаж».

### Филиал
Старооскольский филиал НИУ БелГУ расположен в городе Старый Оскол Белгородской области. Он являлся преемником Старооскольского учительского института (1866—1917 гг.), Старооскольского педагогического института (1917—1941 гг.), Старооскольского педагогического университета (1941—1954 гг.), Старооскольского пединститута (1954—1999 гг.).

### Научная библиотека имени Н. Н. Страхова
Библиотека является центральной библиотекой Корпоративной библиотечной системы университета. Фонд Корпоративной библиотечной системы университета насчитывает более 1,26 млн единиц хранения. Система обслуживания включает 10 читальных залов (в том числе 3 зала открытого доступа к фонду), 8 абонементов. В читальных залах организованы автоматизированные рабочие места для лиц с ограниченными возможностями здоровья и инвалидов.
С 2002 года Научная библиотека является членом Российской Библиотечной Ассоциации (РБА) Российская библиотечная ассоциация.
С 2003 года библиотека — член Некоммерческого Партнерства «Ассоциация Региональных Библиотечных Консорциумов» (АРБИКОН).
В 2008 году принята Белгородская декларация об открытом доступе к научным знаниям и культурному наследию.
В 2009 году создан электронный архив открытого доступа научных публикаций ученых университета — третий среди российских университетов.
В 2009 году открыта библиотека-музей Н. Н. Страхова — русского философа, литературного критика, переводчика и издателя, библиотекаря Императорской публичной библиотеки, уроженца Белгорода.
В 2010 году при финансовой поддержке гранта Президента Российской Федерации сформирована электронная коллекция «Архив эпохи», отражающая деятельность Н. Н. Страхова.
В 2011 году по итогам реализации гранта Президента Российской Федерации в области культуры и искусства решением ученого совета университета библиотеке присвоено имя Николая Николаевича Страхова.
В 2013 году электронному архиву открытого доступа Международным центром ISSN присвоен международный стандартный номер для периодических изданий (ISSN: 2310-7529) как непрерывно пополняющейся базе данных в числе первых шести российских академических репозитариев открытого доступа.
В 2014 году открыт электронный читальный зал Президентской библиотеки имени Б. Н. Ельцина.
В 2016 г. для российских вузов партнеров разработана Белгородская декларация об открытом доступе к научным знаниям и культурному наследию в научно-образовательном пространстве. В настоящее время Декларацию подписали руководители 23 российских вузов.

### Ботанический сад НИУ «БелГУ»
Основан в 1999 году по распоряжению губернатора Белгородской области Е. С. Савченко. Расположен в Юго-западном районе Белгорода на площади свыше 70 гектаров. В 2013 году ботанический сад НИУ «БелГУ» включен в базу данных Министерства образования и науки как уникальный объект инфраструктуры РФ.
На территории ботанического сада собрано свыше 2700 видов и сортов растений, в том числе эндемичные, реликтовые, редкие и исчезающие виды Красной и Зелёной книг России.
С 2015 года в Ботаническом саду реализуется совместный проект НИУ «БелГУ» и Белгородской государственной филармонии «НеслуЧАЙные встречи».

### Учебно-спортивный комплекс БелГУ Светланы Хоркиной

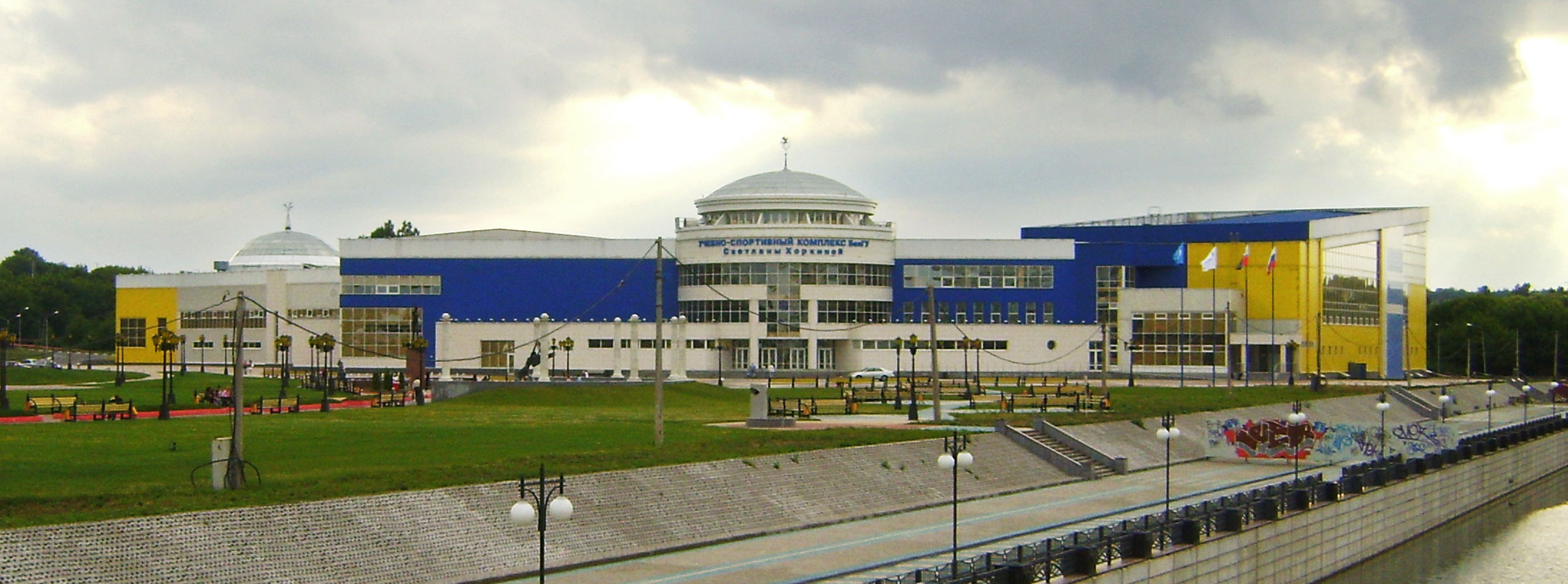
Учебно-спортивный комплекс БелГУ Светланы Хоркиной

В здании комплекса общей площадью 36,7 тысячи квадратных метров разместились: 50-метровый плавательный бассейн с трамплинами и вышками (до 10 метров высотой), легкоатлетический манеж, универсальный игровой зал, шахматный клуб под руководством гроссмейстера Александра Иванова, тренажёрные залы, гимнастические залы, залы для настольного тенниса, хореографии и аэробики. На площадке по ул. Студенческая расположен спортивный комплекс «Буревестник».

## Ректоры
- 1990—2002: Камышанченко, Николай Васильевич
- 2002—2012: Дятченко, Леонид Яковлевич
- 2012—2023: Полухин, Олег Николаевич
- 2023—н. в.: Карловская, Евгения Анатольевна

## Известные выпускники и преподаватели
В Википедии есть статьи с категориями:
- Выпускники Белгородского государственного университета
- Преподаватели Белгородского государственного университета

## Музеи
В университете 9 музеев: музей истории НИУ «БелГУ»; криминалистики, зоологический, судебно-медицинской экспертизы, исторического факультета, педагогического факультета, международного факультета, библиотека-музей Н. Страхова, геолого-минералогический.
Музей истории НИУ «БелГУ»
Музей истории Белгородского государственного национального исследовательского университета создан 22 октября 2002 года. Фонды музея истории университета насчитывают 1 290 единиц хранения основного фонда и свыше 3 000 единиц научно-вспомогательного фонда. Среди уникальных экспонатов — медаль воспитанника Белгородского учительского института «Достойному» (1880-е гг.), студенческий билет 1908 г., аттестаты выпускников разных лет, редкие печатные издания начала XX века, репринты учебных изданий директоров Белгородского учительского института, предметы быта конца XIX — начала XX века.
В 2012 году музей истории НИУ «БелГУ» награждён дипломом 1-й степени по итогам регионального смотра-конкурса музеев «Сохраним и приумножим».
Геолого-минералогический музей
Создан 2 марта 2015 года. В структуре музея пять залов и фондохранилище. В экспозиции представлены 150 витрин с образцами минералов, горных пород, окаменелостей, почвенных профилей, два интерактивных киоска с широкоформатной ТV-панелью. При музее создана библиотека, насчитывающая более 400 единиц (книги, CD-диски). В фондах музея — свыше полутора тысяч экспонатов. Здесь представлены образцы ископаемых ресурсов Курской магнитной аномалии, России и мира. Тематические экспозиции посвящены Крымскому геологическому полигону, свечению минералов под воздействием УФ-лучей; экспонаты из коллекции музея Terra mineralia Фрайбергской горной академии представлены в специализированной фотовыставке.
Свыше 230 образцов минералов и руд среди которых — редкий минерал тумасит и образцы ценных медно-никелевых руд, в состав которых входят драгоценные металлы — серебро, золото, платина и платиноиды, подарил музею главный геолог Норильского горно-металлургического комбината Владимир Ефимович Курилов.
Зоологический музей
Основан в 1978 году. Музей осуществляет учебную работу со студентами, экскурсионно-просветительскую деятельность, научную работу по изучению фауны Белгородской области и созданию фондовой коллекции животных.
Фонды музея содержат экспонаты с полевых практик, коллекции, переданные МГУ им. М. В. Ломоносова и университетом им. А. И. Герцена; экспонаты животных из различных уголков земного шара (200 чучел птиц и 50 чучел млекопитающих). Экспозиция музея включает коллекции позвоночных и беспозвоночных животных и насчитывает тысячу экземпляров. Среди экспонатов музея есть чучела птиц, сделанные русским таксидермистом Ф. К. Лоренцом в начале XX века.

## Международное сотрудничество
С 2009 года БелГУ — участник программы Европейского Союза «Tempus IV» в составе международного консорциума из 12 вузов. Цель проекта — совершенствование инфраструктуры вуза в соответствии со стратегией обеспечения качества и принципами Болонского процесса.
Являясь базовым вузом Университета Шанхайской организации сотрудничества с 2009 года, БелГУ развивает актуальные научные направления. В 2017 году реализуется пять направлений: «Нанотехнологии»; «Регионоведение»; «Экология»; «Экономика»; «Педагогика».
В 2015 году на базе НИУ «БелГУ» прошла IX неделя образования государств-членов ШОС «Образование без границ». В 2016—2017 годах в вузе состоялись Международные молодёжные форумы университетов-стран ШОС.
БелГУ включён в число вузов-участников Президентской программы по пропаганде и распространению русского языка в иберо-американском регионе.
НИУ «БелГУ» — участник программы Erasmus+ с вузами Нидерландов, Германии и Болгарии. С 2016 года БелГУ получил право выдавать общеевропейское приложение к диплому Diploma Supplemen, что обеспечивает признание уровня образования и квалификации выпускников НИУ «БелГУ» потенциальными зарубежными учебными заведениями и работодателями. Это официальный документ, разработанный Европейской комиссией, Советом Европы и ЮНЕСКО.